# McLaren MP4/15
La McLaren MP4/15 è la monoposto della McLaren realizzata per partecipare al Campionato mondiale di Formula 1 2000, affidata al campione del mondo in carica Mika Häkkinen e a David Coulthard.

## Caratteristiche
La monoposto presentò poche differenze estetiche rispetto alla MP4/14 utilizzata nella stagione 1999, ma rimase la principale rivale della Ferrari. Venne progettata da Adrian Newey, il quale aveva già firmato le McLaren con cui Häkkinen aveva vinto i mondiali 1998 e 1999. Il motore rimase, com'era dal 1995, il tedesco Mercedes-Benz.

## Carriera agonistica

### Stagione 2000

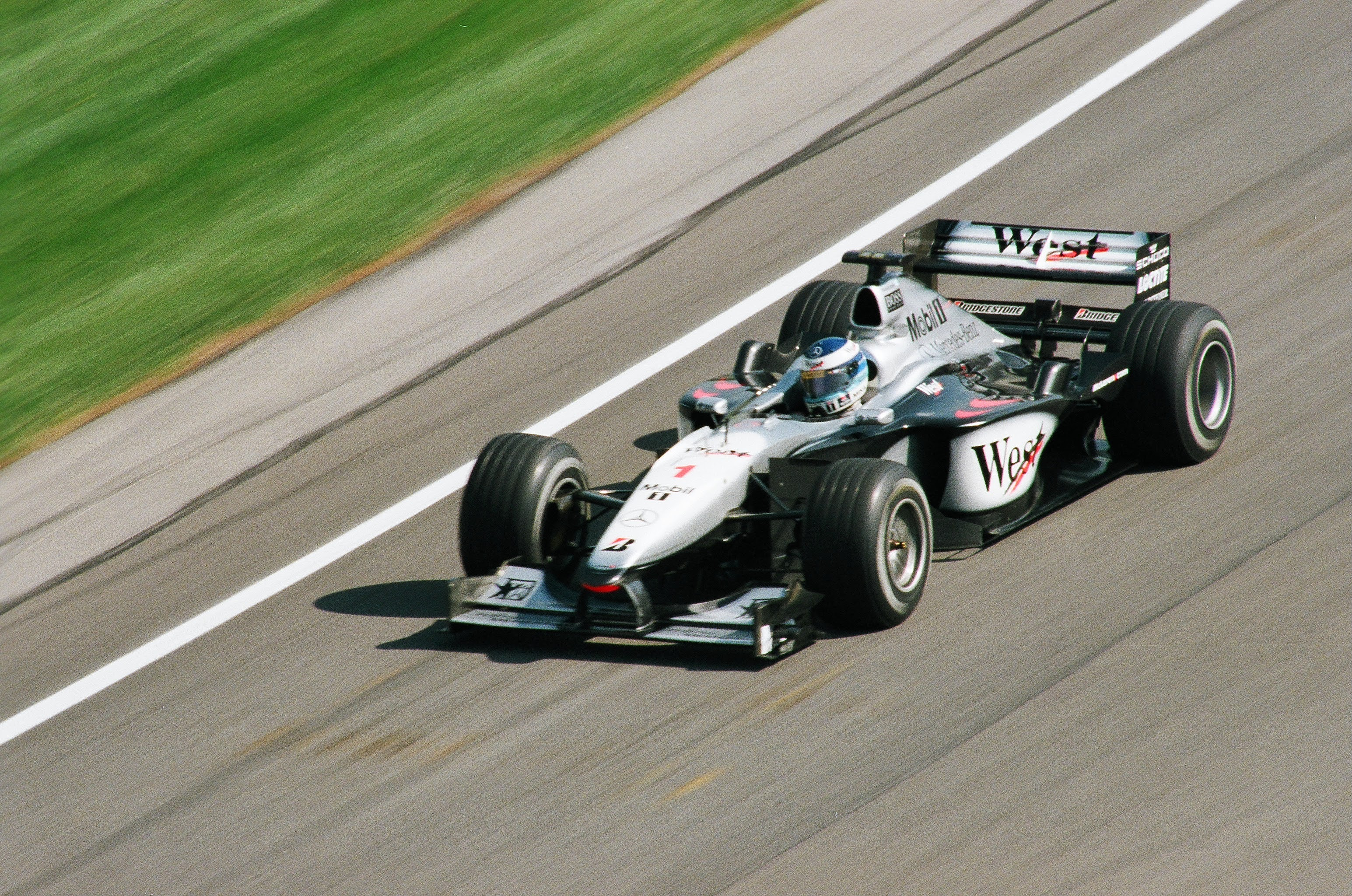
Häkkinen a bordo della sua MP4/15 a Indianapolis, gara-spartiaque della stagione: ritiratosi per guai al motore, l'iridato uscente vide allontanarsi il possibile tris mondiale.

La stagione ripropose, come nel biennio precedente, un'altra lotta Ferrari-McLaren, ma questa volta fu Michael Schumacher, al volante della F1-2000, a ottenere l'iride.
Dopo la partenza perfetta del tedesco, con tre vittorie nelle prime tre gare, e inversamente un pessimo avvio per Häkkinen con due ritiri, il finlandese si rifece sotto con due vittorie (Montmeló e Zeltweg) finché, con il successo agostano all'Hungaroring, riportò la McLaren in testa alle due graduatorie mondiali. La successiva affermazione del campione del mondo in carica a Spa-Francorchamps – ricordata per il sorpasso del finlandese su Schumacher nel rettilineo del Kemmel, saltando nel mezzo anche la BAR del doppiato Zonta, e rimasto per questo tra i più acclamati nella storia della Formula 1 – sembrò porre una seria ipoteca sul possibile terzo titolo iridato per Häkkinen, che balzò a +6 sul ferrarista in classifica generale.
Tuttavia proprio da qui ebbe inizio la rimonta di Maranello, che non lasciò più vittorie alla squadra di Woking per il resto del campionato. Nell'immediato Häkkinen limitò i danni con il secondo posto di Monza, ma punto di svolta della stagione fu la terz'ultima gara, quella del debutto del circus a Indianapolis, dove il finlandese fu tradito dal propulsore Mercedes della sua MP4/15 mentre si trovava all'inseguimento del battistrada Schumacher, scivolando di colpo a −8 dal rivale.
Nonostante un serrato duello a Suzuka, dove i due contendenti fecero gara a parte rispetto al resto della griglia, a spuntarla sull'asfalto giapponese fu ancora Schumacher che si assicurò matematicamente il titolo piloti, costringendo Häkkinen ad abdicare dopo due anni. L'ultima gara della stagione vide la McLaren presentarsi a Sepang ancora con la speranza di fare suo quantomeno l'alloro costruttori, ma un doppio podio Ferrari precluse pure quest'ultima ambizione.
Il team britannico chiuse quindi il 2000 al secondo posto del mondiale, frutto anche delle tre vittorie (Silverstone, Monte Carlo e Nevers Magny-Cours) ottenute della seconda guida Coulthard, da par suo terzo in classifica piloti, immediatamente alle spalle del compagno di box.

## Risultati in Formula 1
| Anno | Team                  | Motore                  | Gomme | Piloti          |     |     |   |   |   |   |   |   |   |   |   |   |   |     |     |   |   | Punti | Pos. |
| ---- | --------------------- | ----------------------- | ----- | --------------- | --- | --- | - | - | - | - | - | - | - | - | - | - | - | --- | --- | - | - | ----- | ---- |
| 2000 | West McLaren Mercedes | Mercedes FO110J 3.0 V10 | B     | Mika Häkkinen   | Rit | Rit | 2 | 2 | 1 | 2 | 6 | 4 | 2 | 1 | 2 | 1 | 1 | 2   | Rit | 2 | 4 | 152   | 2º   |
| 2000 | West McLaren Mercedes | Mercedes FO110J 3.0 V10 | B     | David Coulthard | Rit | SQ  | 3 | 1 | 2 | 3 | 1 | 7 | 1 | 2 | 3 | 3 | 4 | Rit | 5   | 3 | 2 | 152   | 2º   |